# Cathédrale d'Ariano Irpino
La cathédrale d'Ariano Irpino est une église catholique romaine d'Ariano Irpino, en Italie. Il s'agit de la cathédrale du diocèse d'Ariano Irpino-Lacedonia.